# Queen Mary's Psalter

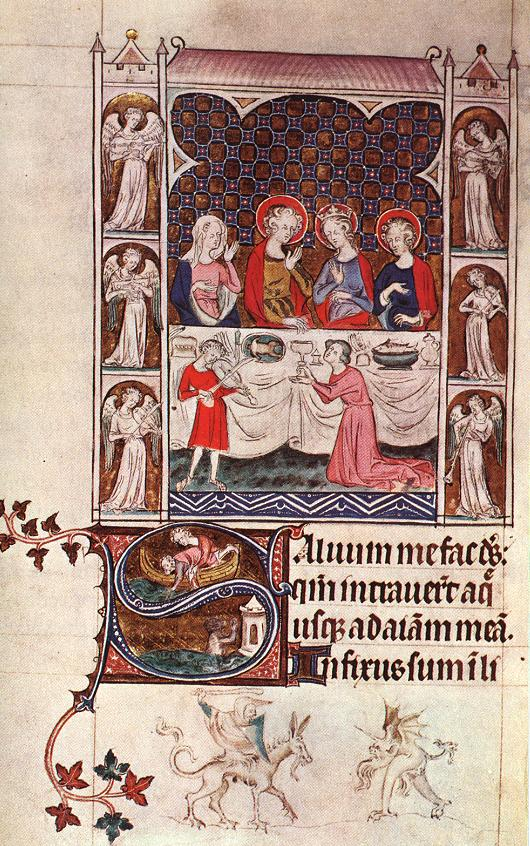
Queen Mary's Psalter – Illumination föreställande ”Bröllopet i Kana”

Queen Mary's Psalter, ”Drottning Marias psalterium”, är ett virtuost verk inom den östangliska illuminationsskolan. Psalteriet är från 1300-talet har fått sitt namn av att det år 1553 skänktes till Maria Stuart.
Verket, som är utfört av en anonym mästare, innehåller bland annat 200 illuminationer med motiv ur Bibeln samt en kalender. Det förvaras på British Library.